# Aguada de Cima
Aguada de Cima és una freguesia portuguesa del municipi d'Águeda. Fou vilatge fins al 1997, quan va ser elevada a vila en aquest any per la llei nº 50/97 de 12 de juliol de 1997. És seu d'una freguesia amb 28.39 km² d'àrea i 4.013 habitants (2011).
Localitzada a la part sud del municipi, la freguesia d'Aguada de Cima té com a veïns les freguesias de Borralha al nord, Belazaima do Chão al nord-est, Aguada de Baixo i Barrô a l'oest, Recardães al nord-oest i el municipi d'Anadia al sud.
Va ser, entre 1514 i 1836, seu d'un petit municipi constituït tot just per la freguesía de la seu. Tenia, el 1801, 1.216 habitants.

## Llocs d'interès
- Aguadalte
- Almas da Areosa
- Bustelo
- Cabeço Grande
- Cabeço da Igreja
- Cabeço de Lama
- Cadaval
- Canavai
- Carvalhitos
- Corsa
- Engenho
- Forcada
- Formigueiro
- Forno
- Garrido
- Ilha
- Ínsua
- Miragaia
- Monte Verde
- Pisão
- Pisão da Forcada
- Outeiro
- Povoa de Baixo
- Povoa de S. Domingos
- Povoa do Teso
- Povoa de Vale Trigo
- S. Martinho
- Seixo
- Teso
- Vale Grande
- Vale do Lobo
- Vila